# Octopus magnificus
Octopus magnificus är en bläckfiskart som beskrevs av Villanueva et al. 1992. Octopus magnificus ingår i släktet Octopus och familjen Octopodidae. Inga underarter finns listade i Catalogue of Life.